# Kaman (bedrijf)
Kaman Corporation is een Amerikaans luchtvaartbedrijf met zijn hoofdkantoor in Bloomfield, Connecticut. Het is opgericht in 1945 door Charles Kaman. Tijdens de eerste tien jaar hield het bedrijf zich exclusief bezig met het ontwerp en de productie van helikoptertypen.
In 1956 begon Kaman te diversifiëren door zich ook te specialiseren op onderdelen voor de bouw van vliegtuigen en helikopters.

## Geschiedenis
Charles Kaman richtte het bedrijf in december 1945 op met een startkapitaal van $2.000,00. 

## Helikopters
De onderneming fabriceert zowel helikopters van het conventionele type, dat wil zeggen met een hoofdrotor en een staartrotor, als helikopters met twee hoofdrotoren die door elkaar heen draaien zonder elkaar te raken. Doordat de hoofdrotoren ook nog in tegengestelde richting draaien worden de potentiële contrabewegingen van de helikopter die wordt veroorzaakt door de draaiing van de hoofdrotoren tegengegaan.